# Il figlio
Il figlio (Le Fils) è un film del 2002 scritto e diretto da Jean-Pierre e Luc Dardenne.
Presentato in concorso al 55º Festival di Cannes, ha ricevuto una menzione speciale della giuria ecumenica, mentre il protagonista Olivier Gourmet ha ricevuto il premio per la migliore interpretazione maschile.

## Trama
Olivier è un carpentiere che insegna falegnameria in un centro per il reinserimento di ragazzi disadattati e usciti dal riformatorio e un giorno riceve la richiesta di apprendistato per il sedicenne Francis, reduce da una detenzione per omicidio.
Olivier in un primo momento rifiuta, per poi accettare. Il giorno si vede con la sua ex-moglie Magali, parlandole del giovanissimo e chiarendo allo spettatore il nesso con la morte del loro figlio anni prima. Sconvolta, chiedendogli il motivo di una tale scelta, Olivier risponde di non saperlo. Probabilmente, insegnandogli un mestiere, vuole dare al ragazzo una possibilità, augurandosi di non rivederlo né sentir parlare di lui in futuro.
L'uomo inizia ad osservare scrupolosamente, a volte anche a spiare, Francis e le sue poco raccomandabili frequentazioni, scettico su un suo recupero. Egli lo tratta freddamente ma con professionalità. L'adolescente si dimostra un allievo modello, avendo per l'altro un rispetto ed un'ammirazione assoluti. La verità diverrà evidente. Francis teme una vendetta ma poi si convince delle intenzioni benevole di Olivier.

## Riconoscimenti
L'autorevole rivista del British Film Institute Sight & Sound l'ha indicato fra i trenta film chiave del primo decennio del XXI secolo.
- Festival di Cannes 2002
  - Menzione speciale della giuria ecumenica
  - Premio per la migliore interpretazione maschile (Olivier Gourmet)
- 2002 - Premio André Cavens
- Premi Lumière 2003
  - Miglior film francofono